# Konziliarer Prozess
Konziliarer Prozess ist die Bezeichnung für den gemeinsamen Lernweg christlicher Kirchen zu Gerechtigkeit, Frieden und Bewahrung der Schöpfung.
Begonnen hat diese Bewegung auf der VI. Vollversammlung des Ökumenischen Rates der Kirchen (ÖRK) in Vancouver (Kanada) 1983, wo die Stationierung von Massenvernichtungswaffen diskutiert und als Verbrechen gegen die Menschheit bezeichnet wurde. Um etwas bewirken zu können, sollten die Kirchen gemeinsam für Frieden eintreten.

## Die Wurzeln
Bei der Tagung des Ökumenischen Rates für Praktisches Christentum und der ökumenischen Jugendkonferenz in Fanø/Dänemark 1934 rief Dietrich Bonhoeffer in einer später berühmt gewordenen Morgenandacht zu Ps 85  aus:

„Wer ruft zum Frieden, daß die Welt es hört, zu hören gezwungen ist, daß alle Völker darüber froh werden müssen? […] Nur das eine große ökumenische Konzil der Heiligen Kirche Christi aus aller Welt kann es so sagen, daß die Welt zähneknirschend das Wort vom Frieden vernehmen muß.“

Bonhoeffer verlangte hier erstmals ein gesamtchristliches Friedenskonzil und sprach diesen Auftrag zur Ausführung zugleich den versammelten Vertretern der Ökumene zu. Seine Vorstellung knüpfte an die Tradition der altkirchlichen Konzile an.
Der katholische Priester Max Joseph Metzger äußerte die Idee eines christlichen Unionskonzils um des Friedens willen wenig später.
Grundsätzlich neue Möglichkeiten für den konziliaren Gedanken seitens der römisch-katholischen Kirche schuf Papst Johannes XXIII. Das II. Vatikanum als Reformkonzil in der römisch-katholischen Kirche wirkte auch in die Ökumene hinein und ließ die Aussicht als möglich erscheinen, die Christen könnten sich in einem ökumenischen Konzil zusammenfinden.
Der Konzilsgedanke bewegte aber auch andere. Die Bruderschaft von Taizé, in der Nähe des Mutterklosters der mittelalterlichen Reformbewegung von Cluny, verfolgte einige Zeit später die Idee eines Konzils der Jugend, um die Einheit der Christen für Gerechtigkeit und Frieden von der jungen Generation her wachsen zu lassen. Insbesondere die Spiritualität von Taizé mit ihren Liedern, Gebeten und Gottesdienstformen zeitigte Wirkungen.
Die in Gang gesetzten ökumenischen Lernbewegungen verliefen unter globalem Aspekt – bedingt durch jeweils unterschiedliche Kontexte – ungleichzeitig: in Westeuropa standen andere Fragen an als in Osteuropa oder als in Afrika bzw. den anderen Weltregionen. Das änderte sich erst wieder durch die allmähliche Erkenntnis gemeinsamer Glaubens-, Lebens- und Überlebensfragen. Der Widerstand gegen die Stationierung von Atomraketen in Europa (insbesondere infolge des „Nachrüstungsbeschlusses“) mit einem hohen Risiko ihres Einsatzes gab wesentliche Anstöße. Weitere kamen dazu.
In Wissenschaft und Medien hatte sich Ende der sechziger und zu Beginn der siebziger Jahre eine Debatte über den Zusammenhang von Frieden, Entwicklung und Umwelt entfaltet.

## Der Anfang 1983 in Vancouver
Auf der Vollversammlung des Weltkirchenrates in Vancouver 1983 schlug die DDR-Delegation ein gesamtchristliches Friedenskonzil vor. Es müsse „geprüft werden, ob die Zeit reif ist für ein allgemeines christliches Friedenskonzil, wie es Dietrich Bonhoeffer angesichts des drohenden Zweiten Weltkrieges vor fünfzig Jahren für geboten hielt.“ Doch ein Konzil war nicht möglich. So kam es zur Einigung auf einen „konziliaren Prozeß gegenseitiger Verpflichtung auf Gerechtigkeit, Frieden und Bewahrung der Schöpfung.“ In diesem konziliaren Prozess ging es um einen christlichen Bund gegen Rassismus, Sexismus, Militarismus, Unterdrückung der Kasten und Klassenherrschaft.

## Beratungen in Deutschland
Öffentliche Breitenwirkung im deutschsprachigen Raum erhielt das Anliegen des „konziliaren Prozesses“ 1985 auf dem Deutschen Evangelischen Kirchentag in Düsseldorf durch den Aufruf des bekannten Physikers und Kulturphilosophen Carl Friedrich von Weizsäcker an die Kirchenleitungen, um der Gefährdung des Überlebens willen ein gesamtchristliches Friedenskonzil einzuberufen. Die Mitgliederversammlung der Arbeitsgemeinschaft Christlicher Kirchen in der Bundesrepublik Deutschland und Berlin (West) griff im Mai 1987 die an sie gerichtete Bitte auf, erstmals in ihrer 40-jährigen Geschichte die Kirchen der Bundesrepublik zu einem Forum für Gerechtigkeit, Frieden und Bewahrung der Schöpfung einzuladen. Anliegen dieses Forums sollte es sein, die biblisch-theologischen, die geistlichen und ethischen Aspekte des Themas zu entfalten. Das Forum traf sich 1988 in zwei Abschnitten in Königstein und Stuttgart. In der DDR formierten sich in der zweiten Hälfte der 1980er Jahre der Arbeitskreis Solidarische Kirche und die Initiative Kirche von Unten, die reformistisch innerhalb der Amtskirche wirken wollen und sich auf den konziliaren Prozess beriefen.
Die 1988 in Stuttgart verabschiedete ökumenische Erklärung Gottes Gaben – Unsere Aufgabe, an deren Erstellung Theologen aus allen größeren Kirchen mitwirkten, widmet sich thematisch der Verantwortung des Menschen für den Schutz des Lebens und des globalen Lebensraumes als dessen Vorbedingung. Darin wird die christliche Verpflichtung zum Arten- und Tierschutz theologisch und vernunftethisch hergeleitet (Zf. 4.35 der Erklärung). Im Kern allerdings befasst sich der Text mit der Ressourcen- und Energiefrage, die nicht nur wirtschaftliche und politische Maßnahmen erforderlich mache, sondern auch eine Reform der Lebensstile: Der allgemeine Rohstoffverbrauch müsse dringend reduziert werden, allerdings könne „Kernenergie […] in einer Menschheit, die den Krieg nicht überwunden hat, nicht die Grundlage der weltweiten Energieversorgung sein“. Ausschlaggebend für die ausführlich dargelegte Absage an die Atomwirtschaft sind die sozialen, technischen, ökologischen und militärischen Risiken, die mit ihrem Betreiben einhergehen (Zf. 4.41). Die Kirchen, so die Erklärung weiter, seien als „Anwalt der sprachlosen Schöpfung“ gefordert, für eine „ökologisch verträgliche Wirtschaft und eine umfassende ökologische Orientierung in der Politik“ einzutreten (Zf. 4.6.5.).
1987 begann die Arbeitsgemeinschaft Christlicher Kirchen in der DDR mit der Vorbereitung einer Ökumenischen Versammlung für Gerechtigkeit, Frieden und Bewahrung der Schöpfung in der DDR, die dann 1988/89 in Dresden, Magdeburg und nochmals Dresden stattfand. Mit dem Aufruf „Eine Hoffnung lernt gehen“ hatte sie sich an die Gemeinden gewandt, sich mit Vorschlägen an der Vorbereitung der Versammlung zu beteiligen, woraufhin etwa 10.000 Gemeindemitglieder wie auch Kirchenferne schriftliche Vorschläge schickten.
Auf allen Kontinenten bündelte mittlerweile die oekumenische Bewegung, was sich an Übereinstimmung herauskristallisiert hatte. 
Diese Vorbereitung fand auf verschiedenen Ebenen statt:
- durch Kooperationsprozesse innerhalb der christlichen Konfessionsfamilien (Orthodoxe, Katholiken, Lutheraner, Reformierte, Anglikaner, Historische Friedenskirchen usw.)
- durch konfessionsübergreifende Tagungen zu den verschiedenen Themenbereichen
- durch Dialog mit Vertretern anderer Religionen
- durch Gespräche mit Wissenschaftlern
- durch Zusammenarbeit mit säkularen Bewegungen für Solidarität, Abrüstung und Umwelt
- durch Ansprechen von Regierungen und internationalen Organisationen
- durch intensive Vorbereitung in den verschiedenen Weltregionen mit ihren unterschiedlichen Kontexten.

## Erste Europäische Ökumenische Versammlung 1989 in Basel
Die erste europäische Ökumenische Versammlung „Frieden in Gerechtigkeit“ traf sich 1989 in Basel (Schweiz). Erstmals in der Geschichte der vergangenen tausend Jahre kam eine repräsentative gesamtchristliche Versammlung zusammen. Dies geschah auf Einladung der Konferenz Europäischer Kirchen (KEK, mit Sitz in Genf, darin vertreten die Orthodoxen, Anglikaner, Altkatholiken, Lutheraner, Reformierte, Freikirchen und Friedenskirchen) sowie des Rates der römisch-katholischen Bischofskonferenzen Europas (CCEE mit Sitz in St. Gallen).
Ihre Ergebnisse spiegeln sich wider sowohl in symbolischen Aktionen, als auch in einem ausformulierten Dokument der Übereinstimmung in Fragen der Analyse, der gemeinsamen Hoffnung und Theologie sowie von Handlungsperspektiven. In der Abschlusserklärung „Frieden in Gerechtigkeit“ fordern die Teilnehmer „eine ökologische Weltordnung“ (Zf. 13 der Erklärung) und gelangen über eine Reflexion der schöpfungstheologischen Grundlagen zu einer überraschend offenen selbstkritischen Bewertung des Christentums:

„– Wir haben versagt, weil wir nicht Zeugnis abgelegt haben von Gottes sorgender Liebe für all und jedes Geschöpf und weil wir keinen Lebensstil entwickelt haben, der unserem Selbstverständnis als Teil von Gottes Schöpfung entspricht. […]

– Wir haben versagt, weil wir nicht entschieden genug die politischen und wirtschaftlichen Systeme in Frage gestellt haben, […] die die natürlichen Ressourcen der Welt nur zum eigenen Nutzen ausbeuten und Armut und Marginalisierung verewigen. (Zf. 43)“

Einen markanten ökologischen Akzent setzt die Erklärung auch dadurch, dass sie die natürliche Umwelt als Rechtsträger wertet und dem Individualismus des Menschen spätestens dort Schranken setzt, wo die „Rechte aller Kreaturen“ (Zf. 45) gefährdet seien.

## Weltversammlung 1990 in Seoul
Die globale ökumenische Weltversammlung trat schließlich 1990 in Seoul (Südkorea) ein Jahr später unter Beteiligung aller christlichen Konfessionsfamilien als Weltkirchenkonferenz zusammen. Auch der Vatikan als Repräsentant der römisch-katholischen Kirche hatte sich finanziell und im Vorbereitungsstab beteiligt und sandte eine Beobachterdelegation.
Die Stellungnahmen zum konziliaren Prozess folgen zumeist einer gemeinsamen Gliederung, nämlich dem Dreischritt „Sehen – Urteilen – Handeln“: Zuerst wird die Lebenssituation einer Analyse unterzogen.
Dann werden das biblisch bezeugte und erkannte Evangelium als Kriterium benannt, dazu gehört grundsätzlich die Bereitschaft zur eigenen Neuorientierung. Schließlich werden Schlussfolgerungen gezogen für das Handeln als Christen, Gemeinden, Kirchen sowie Forderungen an Entscheidungsträger in der Gesellschaft formuliert (z. B. Regierungen, Abgeordnete, Gemeinderäte).
Die wichtigsten Ergebnisse der Weltversammlung für Gerechtigkeit, Frieden und Bewahren der Schöpfung wurden in Seoul – in Entsprechung zu den „Zehn Geboten“ – als „Zehn Grundüberzeugungen“ christlicher Kirchen verabschiedet. Sie fassen zusammen, was Christen heute gemeinsam zu sozialethischen Fragen sagen können.

## Die zehn Grundüberzeugungen der Oekumenischen Weltversammlung von Seoul 1990
(in stark gekürzter Fassung)

### Grundüberzeugung I
„Wir bekräftigen, dass alle Ausübung von Macht vor Gott verantwortet werden muß. Die Welt gehört Gott. Deshalb sollen Art und Weise, in der menschliche Macht und Autorität ausgeübt werden, der Absicht Gottes mit dieser Welt dienen und vor den Menschen verantwortet werden, in deren Namen dies geschieht […] Wir bekräftigen, dass die Art und Weise der Ausübung menschlicher Macht und Autorität unter dem Urteil Gottes stehen und vor den Menschen verantwortet werden müssen. Zu ihr gehört das Recht der Menschen auf volle Mitwirkung. In Christus hat Gott den Sinn der Macht als mitleidende Liebe ein für allemal deutlich gemacht; sie ist stärker als die Macht des Todes […]“

### Grundüberzeugung II
„Wir bekräftigen, dass Gott auf der Seite der Armen steht. Armut ist ein Skandal und ein Verbrechen. Es ist Gotteslästerung, zu sagen, sie entspreche dem Willen Gottes. Jesus ist gekommen, damit wir ‚das Leben in seiner ganzen Fülle‘ (Joh 10,10) haben. Durch seinen Tod und seine Auferstehung hat Christus die Mächte entlarvt und daher besiegt, die den Armen ihr Recht auf Leben in seiner Fülle verweigern (Lukas 4,16–21). Gott steht auf der Seite der Armen […] Jene, die die Gesellschaft als die ‚Geringsten‘ behandelt, nennt Jesus seine Geschwister (Matth 25,31–46). Wir sehen zwar die Notwendigkeit diakonischer Dienste und dringender Maßnahmen in Notsituationen ein, doch müssen wir heute erkennen, dass die Bedürfnisse der ‚Geringsten‘ nur befriedigt werden können, dass die Strukturen der Weltwirtschaft grundlegend verändert werden […]“

### Grundüberzeugung III
„Wir bekräftigen, dass alle Rassen und Völker gleichwertig sind. In Jesus Christus sind alle Menschen, gleich welcher Rasse, Kaste oder ethnischen Herkunft, mit Gott und untereinander versöhnt […] Wir bekräftigen, dass die Menschen jeder Rasse, Kaste und ethnischen Gruppe gleichwertig sind […]“

### Grundüberzeugung IV
„Wir bekräftigen, dass Mann und Frau nach dem Bilde Gottes geschaffen sind. Gott schuf Mann und Frau nach seinem Bilde (1. Mose 1,27). Diese Ebenbildlichkeit des Menschen ist die Grundlage für eine lebendige Beziehung zwischen Frauen und Männern und zur Umgestaltung der Gesellschaft […] Frauen und Männer sind gemeinsam die neue Schöpfung in Christus‘ (2. Kor 5,17) […] Wir werden jeder patriarchalischen Struktur widerstehen, die Gewalt gegen Frauen rechtfertigt und ihre Rolle in einer Gesellschaft festschreibt, in der die Arbeitskraft und ihre Sexualität ausgebeutet werden […]“

### Grundüberzeugung V
„Wir bekräftigen, dass Wahrheit zur Grundlage einer Gemeinschaft freier Menschen gehört. Jesus lebte ein Leben der Wahrhaftigkeit. Weil er Gottes Wahrheit lebte, geriet er mit den Wertvorstellungen und Mächten seiner Gesellschaft in Konflikt […] Wir bekräftigen, dass der Zugang zur Wahrheit und zu Bildung, Information und Kommunikationsmitteln ein menschliches Grundrecht ist […] Wir verpflichten uns, Möglichkeiten zu schaffen, durch die die an den Rand Gedrängten und die Unterprivilegierten lernen können. Diejenigen, die zum Schweigen gebracht worden sind, sollen sich Gehör verschaffen können.“

### Grundüberzeugung VI
„Wir bekräftigen den Frieden Jesu Christi. Die einzig mögliche Grundlage für einen dauerhaften Frieden ist Gerechtigkeit (Jesaja 32,17) […] Jesus sagte: ‚Selig sind, die Frieden schaffen‘ und ‚Liebt eure Feinde‘. Die Kirche ist als die Gemeinschaft des gekreuzigten und auferstandenen Christus dazu aufgerufen, in der Welt für die Versöhnung einzutreten […] In Jesus Christus hat Gott die Feindschaft zwischen Nationen und Völkern überwunden und will uns auch jetzt Frieden in Gerechtigkeit schenken […] Nach biblischem Glauben bedeutet wahrer Friede, dass jeder Mensch in einer Beziehung der sicheren Geborgenheit zu Gott, zum Nächsten, zur Natur und zu sich selbst steht. Gottes Gerechtigkeit schützt die ‚Geringsten‘ (Matthäus 25,31–46), die, die am verletzlichsten sind (5. Mose 24). Gott ist der Anwalt der Armen (Amos 5) […] Frieden kann nicht durch eine Doktrin der nationalen Sicherheit erlangt oder erhalten werden […] Wir bekräftigen Gottes Frieden in seiner ganzen Bedeutung. Wir werden alle Möglichkeiten ausschöpfen, um Gerechtigkeit und Frieden zu schaffen und Konflikte durch aktive Gewaltfreiheit zu lösen. Wir werden jedem Verständnis und System von Sicherheit widerstehen, das den Einsatz von Massenvernichtungsmitteln vorsieht […] Wir verpflichten uns, unsere persönlichen Beziehungen gewaltfrei zu gestalten. Wir werden darauf hinarbeiten, auf den Krieg als legales Mittel zur Lösung von Konflikten zu verzichten […]“

### Grundüberzeugung VII
„Wir bekräftigen, dass Gott die Schöpfung liebt. Gott, der Schöpfer, ist der Ursprung und der Erhalter des ganzen Kosmos. Gott liebt die Schöpfung […] Da die Schöpfung von Gott ist und seine Güte die ganze Schöpfung durchdringt, sollen wir alles Leben heilig halten […] Wir bekräftigen, dass die Welt als Gottes Werk eine eigene Ganzheit besitzt und dass Land, Wasser, Luft, Wälder, Berge und alle Geschöpfe, einschließlich der Menschen, in Gottes Augen ‚gut‘ sind […]“

### Grundüberzeugung VIII
„Wir bekräftigen, dass die Erde Gott gehört. Das Land und die Gewässer bedeuten Leben für die Menschen […] Wir bekräftigen deshalb, dass das Land Gott gehört. Der Mensch soll Boden und Gewässer so nutzen, dass die Erde regelmäßig ihre lebensspendende Kraft wiederherstellen kann, dass ihre Unversehrtheit geschützt wird und dass die Tiere und Lebewesen den Raum zum Leben haben, den sie brauchen. Wir werden jeder Politik widerstehen, die Land als bloße Ware behandelt […] Wir verpflichten uns zur Solidarität mit Urvölkern, die um ihre Kultur, ihre Spiritualität und ihre Rechte auf Grund und Boden sowie auf Gewässer kämpfen. Wir verpflichten uns zur Solidarität mit Landarbeitern und armen Bauern, die sich für eine Bodenreform einsetzen, sowie mit den Saisonlandarbeitern. Wir verpflichten uns außerdem, den ökologisch notwendigen Lebensraum anderer Lebewesen zu achten.“

### Grundüberzeugung IX
„Wir bekräftigen die Würde und das Engagement der jüngeren Generation. […] Jesus zeigte eine besondere Wertschätzung für die jüngere Generation. Er sagte, dass der, der nicht wie ein Kind sei, nicht in das Reich Gottes kommen werde (Lk 18,17 ), Und Paulus sagte dem Timotheus, er solle niemandem erlauben, ihn wegen seiner Jugend geringzuschätzen (1 Tim 4,12 ) […] Wir bekräftigen den Anspruch der Kinder auf Würde, die sich aus ihrer besonderen Verletzlichkeit und aus ihrem Bedürfnis nach Zuwendung und Liebe ergibt […] Wir bekräftigen die Tatsache, dass junge Menschen Kreativität und Opferbereitschaft in den Aufbau einer neuen Gesellschaft einbringen […] Wir werden jeder Politik oder Autorität widerstehen, welche die Rechte der jungen Generation mißachtet, sie mißbraucht und ausbeutet […]“

### Grundüberzeugung X
„Wir bekräftigen, dass die Menschenrechte von Gott gegeben sind. Gerechtigkeit und Menschenrechte sind untrennbar miteinander verbunden. Die Quelle der Menschenrechte ist die Gerechtigkeit Gottes, der sein versklavtes und verelendetes Volk aus der Unterdrückung befreit (Ex 3,7-10 ) […] Der Begriff der Menschenrechte bezieht sich nicht nur auf individuelle Rechte, sondern auch auf kollektive soziale, wirtschaftliche und kulturelle Rechte der Menschen […] Um Menschenrechte zu schützen und zu verteidigen, ist eine unabhängige Rechtsprechung notwendig. Wir werden allen Strukturen und Systemen widerstehen, die Menschenrechte verletzen und die Einzelnen und Völkern die Möglichkeit nehmen, sich voll zu entfalten; wir widersetzen uns insbesondere der Folter, dem Verschwindenlassen von Menschen, Hinrichtungen ohne Gerichtsverfahren sowie der Todesstrafe. Wir verpflichten uns, solidarisch mit Organisationen und Bewegungen zu sein, die sich für die Förderung und den Schutz der Menschenrechte einsetzen […]“
In Seoul sprach die Christenheit gemeinsam. Es hatten sich alle Konfessionen beteiligt, auch die größte, die römisch-katholische Kirche und ebenso Evangelikale.
Als ein wesentliches Ergebnis ist festzuhalten, dass stärker als zuvor in allen Erdteilen gemeinsames Nachdenken und gemeinsames Handeln der Christen in Zukunftsfragen miteinander verbunden wurden.
Nach der Oekumenischen Weltversammlung in Seoul ergab sich zugleich eine neue Situation durch die Auflösung der Sowjetunion. Der Kalte Krieg war zu Ende. Die Frage nach Abschaffung der Massenvernichtungswaffen trat in den Hintergrund. Doch die ökumenische Lernbewegung für Gerechtigkeit, Frieden und Bewahrung der Schöpfung (konziliarer Prozess) fand danach erneut ihre Bestätigung auf der Vollversammlung des Weltkirchenrates 1991 in Canberra (Australien).
Die gleiche Thematik griff 1992 die UN-Konferenz für Umwelt und Entwicklung in Rio de Janeiro auf. Sie stellte die untrennbare Zusammengehörigkeit von Gerechtigkeit, Frieden und Umwelt fest.
Die Deutsche Oekumenische Versammlung 1996 in Erfurt bat etwas später „Kirchen und Gemeinden vor Ort, ihre Kräfte zu bündeln und zu gemeinsamen Veranstaltungen aus Anlass der Jahrtausendwende zu kommen, sei es im lokalen und nationalen Bereich oder auf der Ebene der Weltchristenheit.“

## Zweite Europäische Oekumenische Versammlung 1997 in Graz
Der gemeinsame Lernweg für Gerechtigkeit, Frieden und Schöpfungsbewahrung wurde mit der Zweiten Europäischen Oekumenischen Versammlung in Graz 1997 fortgesetzt. 
Ein wesentliches Ergebnis war die Entwicklung von Friedensdiensten in den Kirchen Europas.

## Konkretisierung auf der Vollversammlung des ÖRK 1998 in Harare
Am Schluss seiner Vollversammlung in Harare 1998 beschloss der ÖRK die Vorbereitung und Ausrufung einer Dekade zur Überwindung von Gewalt von 2001 bis 2010. „Dekade“ bezeichnet einen Zehnerzeitraum, hier zehn Jahre. Damit findet der konziliare Prozess eine Konkretisierung vor allem für den Bereich des Friedens.
Die Dekade zur Überwindung von Gewalt: Kirchen für Frieden und Versöhnung 2001–2010 („Decade To Overcome Violence“/DOV) versucht, bereits bestehende Friedensnetzwerke zu stärken und zur Entstehung neuer Netzwerke anzuregen. Sie lädt dazu ein, am Problem Gewalt zu arbeiten und fördert kreative Projekte im Bereich der Gewaltüberwindung. Sie ruft dazu auf, sich gemeinsam für Frieden, Gerechtigkeit und Versöhnung auf lokaler, regionaler und weltweiter Ebene einzusetzen und dabei mit lokalen Gemeinschaften, säkularen Bewegungen und Angehörigen anderer Religionen zusammenzuarbeiten und gemeinsam eine Kultur des Friedens anzustreben. Sie hat zum Ziel, Menschen, die systematisch von Gewalt unterdrückt werden, handlungsfähig zu machen und Solidarität mit allen zu üben, die sich für Gerechtigkeit, Frieden und die Bewahrung der Schöpfung einsetzen. Schließlich will sie gemeinsam Buße tun für Mitschuld der Kirchen an der Gewalt und theologisch darüber nachdenken, wie Geist, Logik und Praxis der Gewalt überwunden werden können.
In ihrer Umsetzung verstärken Kirchen Ausbildungsprogramme in gewaltfreier und konstruktiver Konfliktbearbeitung, Ausbildung und Entsendung von Friedensfachkräften und in der Weiterarbeit an einer Friedenstheologie. Ein Ergebnis ist die gemeinsame Feststellung, dass es aus christlichem Glauben heraus keine theologische Rechtfertigung von Gewalt geben kann.

## Weitere Konkretisierung durch „AGAPE“-Prozess
Der AGAPE-Prozess (Alternative Globalization Addressing People and Earth / Alternative Globalisierung im Dienst von Menschen und Erde) äußert sich zu Fragen sozialer und wirtschaftlicher Gerechtigkeit im globalen Kontext. In seinem Verlauf fanden mehr als ein Dutzend Konsultationen in verschiedenen Weltregionen statt.
Eine menschliche Entwicklung innerhalb von überlebensfähigen Gemeinschaften lautet darin die Vision des Ökumenischen Rates der Kirchen (ÖRK) in seiner Einstellung zur wirtschaftlichen Globalisierung. Zusammenfassender Begriff ist „Wirtschaften für das Leben“. 
Der ÖRK strebt damit die ökonomische, finanzielle und ökologische Gerechtigkeit ganzheitlich und unter demokratischer Beteiligung auf allen Ebenen an. Nach seiner Überzeugung kann sie jedoch nicht verwirklicht werden, solange der materielle Überfluss einiger weniger weiterhin auf Kosten der Mehrheit der Menschen auf dieser Welt anwächst. Das unbegrenzte Streben von einigen Individuen, Gesellschaftsgruppen oder Konzernen nach mehr Macht, mehr Profit und mehr Besitz sei unhaltbar. Er nehme vielen Gemeinschaften die Möglichkeit, ihren Bedürfnissen in Harmonie mit der Umwelt nachzukommen. Die Globalisierung sei heute eine der Hauptursachen für die wachsende Kluft zwischen Reich und Arm, zwischen Nord und Süd.

## Dritte Europäische Oekumenische Versammlung 2007 in Sibiu (Hermannstadt)
Die Dritte Europäische Oekumenische Versammlung griff die bisherigen Übereinstimmungen auf. Sie gestaltete die Vorbereitung als ökumenischen Pilgerweg in den Jahren 2006 und 2007 für Christen quer durch Europa. Ein Treffen in Sibiu (Hermannstadt) in Rumänien stellte den Höhepunkt der Oekumenischen Versammlung mit 2500 Delegierten dar. Durch die Ökumenische Versammlung sollten die Beiträge der Kirchen für das Zusammenwachsen Europas öffentlich wahrnehmbar werden.

## Niederschlag des konziliaren Prozesses
Der konziliare Prozess hat mit seiner Begriffszusammenfassung „Gerechtigkeit, Frieden und Bewahrung der Schöpfung“ seinen Niederschlag im kirchlichen wie im säkularen Bereich gefunden. Zu erwähnen ist etwa die Präambel der Verfassung des Freistaats Sachsen, Gesetze zum Schulwesen und das gemeinsame Gesangbuch für die deutschsprachigen evangelischen Kirchen. Zahlreiche kirchliche Dienststellen und Aufgabenbeschreibungen greifen diese Begriffszusammenfassung auf.

## Belege
1. ↑  Dietrich Bonhoeffer: Gesammelte Schriften, Band 1. Hrsg. von Eberhard Bethge, München: Kaiser Verlag 1958, S. 219.
2. ↑  Bund der Evangelischen Kirchen in der DDR (Hrsg.): Gemeinsam unterwegs. Dokumente aus der Arbeit des Bundes der Evangelischen Kirchen in der DDR 1980-1987, Berlin, 1989, S. 268.
3. ↑  Thomas Klein: „Frieden und Gerechtigkeit.“ Die Politisierung der Unabhängigen Friedensbewegung in Ost-Berlin während der 80er Jahre. Köln, Weimar, Wien: Böhlau Verlag 2007, S. 284.
4. ↑  DBK Deutsche Bischofskonferenz (Hrsg.),(verfasst von Miriam Karen Niskowski)Gottes Gaben – Unsere Aufgabe. Die Erklärung von Stuttgart. Bonn 1988. Abrufbar unter http://oikoumene.net/home/regional/stuttgart/index.html
5. ↑  Thorsten Philipp, Grünzonen einer Lerngemeinschaft: Umweltschutz als Handlungs-, Wirkungs- und Erfahrungsort der Kirche. München (oekom) München 2009. ISBN 978-3865811776, S. 142–143.
6. ↑  Thorsten Philipp, Grünzonen einer Lerngemeinschaft: Umweltschutz als Handlungs-, Wirkungs- und Erfahrungsort der Kirche. München (oekom) München 2009. ISBN 978-3865811776, S. 144.
7. ↑  zitiert nach: Ulrich Schmitthenner (Hrsg.): Oekumenische Weltversammlung in Seoul 1990. Arbeitsbuch für Gerechtigkeit, Frieden und Bewahrung der Schöpfung; Frankfurt/Essen 1990, S. 153f [Teil II, Grundüberzeugungen]
8. ↑  Verfassung des Freistaates Sachsen. (sachsen.de): „… von dem Willen geleitet, der Gerechtigkeit, dem Frieden und der Bewahrung der Schöpfung zu dienen, hat sich das Volk im Freistaat Sachsen dank der friedlichen Revolution des Oktober 1989 diese Verfassung gegeben.“